# Rabadilha
Rabadilha é a parte de certos animais que reúne os músculos anteriores da coxa. É limitada em baixo pelo chambão e ganso, à frente pela aba descarregada, atrás pelo pojadouro (chã de dentro) e chã de fora e em cima pela alcatra e lombo. Dá bons bifes, estufados, guisados e cozidos. Em termos comerciais é considerado carne de 1.ª categoria.